# Pownal (Vermont)
Pour l’article homonyme, voir Pownal.
La ville de Pownal est située dans le comté de Bennington, dans l’État du Vermont, aux États-Unis. Sa population s’élevait à 3 527 habitants lors du recensement de 2010, estimée à 3 476 habitants en 2014.

## Source
- (en) Cet article est partiellement ou en totalité issu de l’article de Wikipédia en anglais intitulé « Pownal, Vermont » (voir la liste des auteurs).